# Трофимов, Виктор Иванович
Виктор Иванович Трофимов (укр. Віктор Іванович Трофімов; 22 марта 1938, Ленинград, РСФСР, СССР — 1 октября 2013, Ровно, Украина) — советский мотогонщик, участник соревнований по спидвею. Чемпион СССР, неоднократный чемпион Украины, двукратный финалист чемпионата мира в личном зачете, четырёхкратный серебряный и трёхкратный бронзовый призёр командных чемпионатов мира. Мастер спорта международного класса. Один из самых титулованных советских и украинских спидвейных гонщиков.

## Биография
Виктор Иванович Трофимов родился 22 марта 1938 года в Ленинграде. С августа 1954 года работал электроперемотчиком в Ровенском горпромкомбинате. Впервые пришёл в областной автомотоклуб в возрасте 20 лет, не имея даже водительского удостоверения с категорией, разрешающей управлять мотоциклом. Но даже получив водительское удостоверение, поначалу Виктор Ивановича в клуб не попал, и занимался технической работой: обслуживал и заправлял мотоциклы, выводил их на старт. Отчаивавшись попасть в команду, Трофимов решился на беспрецедентный поступок — самовольно без формы и шлема проехал на мотоцикле несколько кругов по треку. Это заметил старший тренер Ровенского АМК Анатолий Григорьевич Гичка и пригласил Виктора Трофимова в команду, пообещав предоставить мотоцикл.
Поначалу участвовал в соревнованиях по мотокроссу колясочником, и в соревнованиях в классе мотоциклов с объёмом цилиндров двигателя до 350 см3. Выполнил норматив 2-го спортивного разряда.
В спидвее дебютировал 30 апреля 1960 года на ровенском мототреке в гонке на «Весенний приз», в которой участвовали сильнейшие спидвейные гонщики того времени.
В 1960 году Виктор Трофимов впервые выступал в финале личного чемпионата СССР, который состоялся в Уфе. В итоговом зачете набрал 23 очка и занял 7-е место.
25 сентября 1960 года, во второй день гонки между сборными Ровно, Майкопа и Киева, которые проходили на ровенском мототреке, впервые в карьере набрал максимальное возможное количество очков — 12, что позволило его команде победить.
В 1962 году Виктору Трофимову было присвоено звание мастера спорта СССР по мотоциклетному спорту.
В 1967 году Трофимов стал победителем личного чемпионата СССР по спидвею
В 1975 года комитет по физической культуре и спорту при Совете Министров СССР присвоил Виктору Трофимову звание мастера спорта СССР международного класса (№ 3594).
Свою заключительную гонку в карьере Виктор Трофимов провёл 15 октября 1995 года на ровенском мототреке на приз газеты «Волынь» в возрасте 57 лет. Выиграл три заезда из пяти.
После окончания карьеры гонщика работал на тренерских должностях.
Умер 1 октября 2013 года. Прощание с Виктором Трофимовым проходило на ровенском мототреке. Похоронен на кладбище «Молодежное» г. Ровно.

## Достижения
Карьера спортсмена

### Чемпионат мира по спидвею
- 1972 —  Лондон — 9 место — 6 очков.
- 1975 —  Лондон — 8 место — 8 очков.

### Командный чемпионат мира по спидвею
- 1965 —  Кемптен (Алльгой) — 4 место — 0 очков / 7 очков
- 1966 —  Вроцлав —  — 6 очков / 25 очков
- 1967 —  Мальмё —  — 4 очка / 19 очков
- 1969 —  Рыбник —  — 0 очков / 23 очка
- 1971 —  Вроцлав —  — -/ 22 очка
- 1972 —  Ольхинг —  — 5 + 1 очко / 21 + 7 очков
- 1973 —  Лондон —  — 2 очка / 20 очков
- 1975 —  Норден (Восточная Фризия) —  — 8 очков / 29 очков
- 1976 —  Лондон — 4 место — 0 очков / 11 очков

### Личный чемпионат СССР по спидвею
- 1960 — 7 место
- 1961 — 12 место
- 1963 — 8 место
- 1964 —
- 1965 — 4 место
- 1966 — 4 место
- 1967 —
- 1968 — 10 место
- 1969 —
- 1971 — 4 место
- 1972 — 15 место
- 1974 — 5 место
- 1975 — 6 место
- 1979 — 13 место

### Командный чемпионат СССР по спидвею
- 1962 Радуга (Ровно) —
- 1966 Радуга (Ровно) —

### Личный чемпионат Украины по спидвею
- 1961 —
- 1962 —
- 1963 —
- 1964 —
- 1965 —
- 1966 —
- 1967 —
- 1969 —
- 1979 —
- 1982 —
- 1987 —
- 1992 — 5 место

### Другое
- Чемпион Ровенской области 1970 года (личный зачёт)
- Победитель IV Спартакиады народов СССР 1967 года (личный зачёт)
- Серебряный призёр Всесоюзной Спартакиады по техническим видам спорта 1961 года (личный зачёт)
- Серебряный призёр VII Спартакиады народов СССР 1979 года (командный зачёт)
- Бронзовый призёр IV Спартакиады народов СССР 1967 года (командный зачёт)
- 15 лет подряд выступал в личных чемпионатах мира, с 1962 года — по 1976 год
- 14-кратный финалист личных чемпионатов СССР

Карьера тренера
- Первый и единственный чемпион СНГ, «Фантастика» (Ровно), 1992 год
- Бронзовый призёр командного чемпионата Украины, «Фантастика» (Ровно), 1992 год

## Память и награды
4 октября 2014 года во время Открытого Кубка Ветеранов по спидвею, был проведён мемориальный заезд в честь Виктора Ивановича Трофимова
20 августа 2009 года был награждён знаком «За заслуги перед городом» I степени

## Семья
Виктор Иванович Трофимов положил начало династии спидвейных гонщиков:
- Сын — Владимир Викторович Трофимов, мотогонщик, чемпион по спидвею 1998 года, чемпион Украины в личном зачете 1982, 1989, 1992, 2004[12]
- Внук — Виктор Владимирович Трофимов, спидвейный гонщик. Чемпион Украины 2015 года. Выступает в Польше за клуб Уния (Лешно)[13][нет в источнике]

## Интересные факты
- Первый чемпион Украины (1961 год)
- Первый украинский спидвейный гонщик — чемпион СССР (1967 год)
- Первый украинский гонщик, стартовавший в личном чемпионате мира в Ровно (1962 год)
- Первый украинский гонщик, завоевавший награду на командном чемпионате мира — серебряная медаль в 1966 году